# Dekanat Kielce-Południe
Dekanat Kielce-Południe – jeden z 33 dekanatów rzymskokatolickiej diecezji kieleckiej. Tworzy go 7 parafii:
- Kielce Baranówek – Chrystusa Króla
- Kielce Barwinek – św. Stanisława BM
- Kielce Dyminy – Parafia Matki Bożej Fatimskiej w Kielcach-Dyminach
- Kielce Podhale – Parafia św. Jana Chrzciciela w Kielcach-Podhalu
- Kielce Posłowice – Parafia św. Izydora w Kielcach-Posłowicach
- Kielce Słowik – Parafia św. Teresy od Dzieciątka Jezus w Kielcach-Słowiku
- Nowiny – Chrystusa Odkupiciela